# Parrig
Koordinaten: 50° 53′ 43″ N, 6° 42′ 19″ O
Das Naturschutzgebiet Parrig liegt auf dem Gebiet der Stadt Kerpen im Rhein-Erft-Kreis in Nordrhein-Westfalen. Es handelt sich hierbei um ein Waldgebiet entlang der hier in Nord-Süd-Richtung fließenden Erft nördlich vom Kerpener Bruch. Gemeinsam mit diesem bildet der Parrig ein gemeinsames FFH-Gebiet.

## Charakterisierung
Das Gebiet erstreckt sich nordöstlich der Kernstadt Kerpen und westlich von Götzenkirchen, einem Stadtteil von Kerpen. Die A 4 durchschneidet das Gebiet mittig, unweit westlich verläuft die A 61 und kreuzt die A4 am Autobahnkreuz Kerpen direkt westlich des Parrig. Östlich verläuft die Landesstraße L 163.
Durch das Gebiet hindurch fließt die Erft, im südlichen Bereich auch in Form eines mänderreichen Altarms sowie im Osten teilweise die Kleine Erft und im nördlichen Parrig trennt sich die Erft zudem nochmals in den Hauptlauf und die Große Erft. Im Süden des Parrig fließt zudem der Neffelbach aus Kerpen kommend in die Erft. Geprägt ist das Gebiet durch Restbestände von Erlen-Eschen-Weichholzauewäldern sowie Hartholzauenwäldern mit Ulmen und Eichen. Der als besonders wertvoll eingeschätzte Auenwald entlang der Erft ist durch den Braunkohleabbau und die Flussbegradigung und dem damit verbundenen starken Absinken des Grundwasserspiegel stark beeinflusst. Die für die Auenwälder typischen Überschwemmungen des Gebietes bleiben daher aus und die Wälder werden durch Stieleichen-Hainbuchenwälder verdrängt. Zugleich verändern sich die Böden und die ursprünglichen Gleye und Pseudogleye verändern sich zu Braunerden.
Als typisch wird zudem die artenreiche Krautschicht aus Frühblühern wie Lungenkräuter, Vielblütige Weißwurz, Goldstern und Buschwindröschen sowie die zahlreichen Lianen und Kletterpflanzen benannt. Das Umland ist geprägt durch blütenreiche Wiesen, die teilweise mit Gebüschen und Streuobstwiesen durchsetzt und von Tiefland-Glatthaferwiesen mit großen Beständen des Wiesen-Schaumkrauts, Wiesen-Margerite und selteneren Arten wie Knollen-Hahnenfuß, Herbstzeitlose und Wiesen-Bocksbart geprägt sind.

## Bedeutung
Für Kerpen ist seit 1956 ein 192,1 ha großes Gebiet unter der Kenn-Nummer BM-004 als Naturschutzgebiet ausgewiesen. Die Unterschutzstellung erfolgt zur Erhaltung und zur Wiederherstellung von Lebensgemeinschaften und Biotopen bestimmter wildlebender Tier- und Pflanzenarten.

## Belege
1. 1 2 3 4  
Kerpener Bruch und Parrig auf natur-erleben-nrw.de; abgerufen am 26. März 2021.